# Chimarra circularis
Chimarra circularis är en nattsländeart som beskrevs av Hagen 1859. Chimarra circularis ingår i släktet Chimarra och familjen stengömmenattsländor. Inga underarter finns listade i Catalogue of Life.